# Diocesi di Bulla
La diocesi di Bulla (in latino Dioecesis Bullensis) è una sede soppressa e sede titolare della Chiesa cattolica.

## Storia
Bulla, identificabile con le rovine di Sidi-Mbarec nell'odierna Tunisia, è un'antica sede episcopale della provincia romana dell'Africa Proconsolare, suffraganea dell'arcidiocesi di Cartagine.
Sono due i vescovi attribuibili a Bulla. Felice prese parte al sinodo riunito a Cartagine dal re vandalo Unerico nel 484, in seguito al quale venne esiliato. Quodvultdeus intervenne al concilio cartaginese del 525. Potrebbe appartenere a questa diocesi anche Victor Bulnensis, che assistette al concilio antimonotelita del 646.
Dal 1933 Bulla è annoverata tra le sedi vescovili titolari della Chiesa cattolica; dal 13 marzo 2001 il vescovo titolare è Percival Joseph Fernandez, già vescovo ausiliare di Bombay.

## Cronotassi

### Vescovi
- Felice † (menzionato nel 484)
- Quodvultdeus † (menzionato nel 525)
- Vittore ? † (menzionato nel 646)

### Vescovi titolari
- Merlin Joseph Guilfoyle † (24 agosto 1950 - 12 novembre 1969 nominato vescovo di Stockton)
- Federico Bonifacio Madersbacher Gasteiger, O.F.M. † (9 aprile 1970 - 3 novembre 1994 nominato vescovo di San Ignacio de Velasco)
- William Edward Lori (28 febbraio 1995 - 23 gennaio 2001 nominato vescovo di Bridgeport)
- Percival Joseph Fernandez, dal 13 marzo 2001